# Don't Pass Me By
«Don't Pass Me By» –en español: «No me ignores»– es una canción de The Beatles, lanzada en el disco The Beatles en 1968. Supone el debut como compositor de Richard Starkey, más conocido como Ringo Starr.

## Origen
Esta canción fue compuesta por Starr en 1963, pero originalmente rechazada por los demás Beatles. Ringo ya había sido coautor de la canción "What Goes On" del álbum Rubber Soul de 1965, y también había participado en la canción instrumental de "12-Bar Original", pero no se había grabado ninguna de sus "maquetas".
La mención pública más antigua sobre "Don't Pass Me By" data de 1964, cuando los Beatles asistieron a un programa - tertulia de la radio de la BBC llamado "Top Gear", para promocionar la canción "And I Love Her". En la conversación, se le preguntó a Starr si había compuesto alguna canción, y McCartney se burló de él tarareando la primera línea ("Don't pass me by, don't make me cry, don't make me blue") siendo claramente "Don't Pass Me By", con letras ligeramente diferentes.

## Grabación
La canción fue grabada en tres sesiones independientes: el 5 y el 6 de junio, y el 12 de julio de 1968. Aunque las referencias de la canción en ese año la llamaban "Don't Pass Me By", en la sesión del 5 de junio fue llamada "Ringo's Tune (Untitled)" en la etiqueta de la cinta, y "This Is Some Friendly" en la etiqueta de la cinta del 6 de junio. El 12 de julio, el título fue corregido.
En una grabación de la voz principal de la sesión del 6 de junio, Starr cuenta hasta 8, y puede oírse en las versiones remasterizadas en CD de 1987 y 2009 a partir del minuto 2:40.
En el disco norteamericano Rarities, la canción aparece con un tempo más rápido y agregando el primer verso al final más unos aplausos grabados en el estudio.
George Martin grabó una introducción orquestal, pero fue rechazada. En 1996 fue incluida en el Anthology 3 como "A Beginning".

## Personal
- Ringo Starr – voz, batería (Ludwig Black Oyster Pearl Super Classic), cencerro, maracas, congas, piano (Challen Upright), cascabeles.
- Paul McCartney – piano (Steinway Vertegrand), bajo (Fender Jazz Bass).
- Jack Fallon – violín.

Según Beatles Music History